# Zabużańskie Holendry
Zaburzańskie Holendry – dawna wieś na Ukrainie w rejonie lubomelskim, w obwodzie wołyńskim, położona nad Bugiem. W II Rzeczypospolitej miejscowość wchodziła w skład gminy wiejskiej Huszcza w powiecie lubomelskim województwa wołyńskiego. Wieś przestała istnieć po II wojnie światowej.